# Valentyin Ivanovics Afonyin
Valentyin Ivanovics Afonyin, oroszul: Валентин Иванович Афонин (Vlagyimir, 1939. december 22. – 2021. április 2.) szovjet válogatott orosz labdarúgó, edző.
A szovjet válogatott tagjaként részt vett az 1966-os és az 1970-es világbajnokságon, illetve az 1968-as Európa-bajnokságon.

## Sikerei, díjai
CSZKA Moszkva
- Szovjet bajnok (1): 1970